# Nothopsyche yamagataensis
Nothopsyche yamagataensis är en nattsländeart som beskrevs av Kobayashi 1973. Nothopsyche yamagataensis ingår i släktet Nothopsyche och familjen husmasknattsländor. Inga underarter finns listade i Catalogue of Life.